# Zoo (roman)
Zoo je socialno-psihološki mladinski roman slovenske pisateljice Janje Vidmar, ki je izšel leta 2005 pri Mohorjevi družbi. V njem se prepletajo motivi prestopništva, ljubezni, odraščanja in smrti. Za roman je avtorica leta 2006 prejela nagrado Desetnica.

## Vsebina
Glavni lik je sedemnajstletna najstnica Ruby, ki se rada sprehaja »po robu«. Je upornica brez razloga, ki misli, da so njene težave največje in nerešljive. Skregana je s celim svetom. Rubyino najljubše mesto za sproščanje je mestni živalski vrt, v katerem prebiva, poleg drugih živali, tudi tiger Pan, na katerega je Ruby zelo navezana, saj misli, da le on razume njene težave.
Živi v enostarševski družini z mamo Dano, ki nanjo nima posebnega vpliva. Zato se Dana odloči, da bo Ruby poslala k očetu Vekoslavu, ki vseh sedemnajst let ni skrbel zanjo, a se sedaj želi pokesati. Ruby se sprva z vso močjo upira, saj nikakor ne želi živeti pri tujcu, ki ga toliko časa ni niti malo skrbelo za lastno hčer. A čez čas spozna, da Vekoslavu le ni vseeno zanjo. Počasi se navežeta drug na drugega. Ker pa nesreča nikoli ne počiva, Vekoslav izgubi življenje v boju z rakom. Ruby je zelo žalostna, saj oče umre ravno takrat, ko je že kazalo, da se je med njima vzpostavil lep odnos. Ruby oporo najde v fantu Sebastjanu z vzdevkom Kratki, s katerim postaneta dobra prijatelja in kasneje par.